# Jaša Drnovšek
Jaša Drnovšek, slovenski prevajalec, komparativist, kritik in publicist, * 24. avgust 1978, Trbovlje.
Je sin preminulega slovenskega predsednika Janeza Drnovška in polbrat Nane Forte.